# ГЕС Боундарі
ГЕС Боундарі — гідроелектростанція у штаті Вашингтон (Сполучені Штати Америки). Знаходячись між ГЕС Box Canyon (вище по течії) та ГЕС Севен-Майл (Канада), входить до складу каскаду на річці Панд-Орей, лівої притоки Колумбії (має устя на узбережжі Тихого океану на межі штатів Вашингтон та Орегон).
У межах проекту річку перекрили бетонною арковою греблею висотою 110 метрів, довжиною 226 метрів та товщиною від 2,4 (по гребеню) до 9,8 (по основі) метрів. Вона утримує витягнуте по долині Панд-Орей на 28 км водосховище з площею поверхні 7,3 км2 та об'ємом 108 млн м3 (корисний об'єм 50,4 млн м3), в якому припустиме коливання рівня в операційному режимі між позначками 596 та 608 метрів НРМ.
Облаштований ліворуч від греблі підземний машинний зал обладнаний шістьома турбінами типу Френсіс загальною потужністю 1117 МВт, які живляться через водоводи діаметром від 6 до 10 метрів. Вони використовують напір у 80 метрів та забезпечують виробництво 3573 млн кВт-год електроенергії на рік.
Видача продукції відбувається по ЛЕП, розрахованій на роботу під напругою 230 кВ.